# チリトリー
チリトリーは、任天堂が1979年に発売した無線操縦式ロボット掃除機。任天堂がコンピュータゲームに重きを置くようになる前に制作していたテーブルゲームや玩具の一種である。

## 概要
携帯型ゲーム機の開発にも携わった横井軍平が開発した製品で、のちに横井は『横井軍平ゲーム館』（ちくま文庫）の中で、「1チャンネルラジコンのレフティ（任天堂発売の「レフティRX」）を、実用的な仕事をさせるように応用させたかった」、「新聞のマンガで、ラジコン自動車に掃除機を乗せるという物が、チリトリーを作っている時に出た」などと振り返っている。この「新聞のマンガ」とは、当時の朝日新聞朝刊で連載されていた4コマ漫画「フジ三太郎」と思われる。昭和54年（1979年）3月25日の紙面に、以下のような漫画が掲載されている。
1コマ目：「あたると方向のかわるオモチャ」というオモチャの自動車の絵。
2コマ目：そのオモチャを見ているビワ子（フジ三太郎の妻）。
3コマ目：ビワ子は家の外でおしゃべりをしており、その間、オモチャの自動車の上に掃除機を載せ、部屋の中を自動で掃除して回る様子が描かれる。（フジ三太郎は基本的には4コマ漫画だが、この回は3コマ目が大きく描かれ、3コマ漫画となっている）

### 21世紀になってからの動向
チリトリーは後に評価が上がっており、ニュースサイトのGIGAMENは、「早過ぎたロボット掃除機」と評している。
発売から20年以上経った2002年に、iRobot社から、チリトリーと似たようなコンセプトの「ルンバ」が発売され、それ以降、多くの電機メーカーがロボット掃除機を製作・販売しているが、任天堂はその先駆けとなる製品を20年以上前に作っていた、ということになる。

## 製品について
ボタン・スイッチ類については、本体にスイッチ兼取っ手が1個、リモコンにボタン1個が付いている程度である。本体に単二電池4個と9V角形乾電池1個、リモコンに9V角形乾電池1個を使う。
本体のスイッチを入れると本体がその場で時計回りに回転し、リモコンのボタンを押している間、その時本体が向いている方向に直進する。本体が壁にぶつかると自動的に方向転換する。
吸引力はあまり強くはなく、消しくずやパンくずを吸い込む程度。
目や模様などのステッカーが付属しており、本体に貼って表情を付けることができた。

## チリトリーに関する作品
- メイド イン ワリオ - ミニゲームの一つとして登場（フィールド上のゴミを全て吸い取るとクリア）。また、2人対戦用のミニゲームとして「VSチリトリー」というものもある（一人がゲームボーイアドバンスのLボタンを、もう一人がRボタンを使い、それぞれチリトリーを操作し、より早く一定量のゴミを吸い取ったほうの勝利）。
- あそぶメイドイン俺 - ミニゲームの一つとして登場。画面をポイント後Aボタンを押してチリトリーを操縦し、ゴミを全て吸い取るとクリア。緑色の火の玉に当たるとミスとなる。
- メイド イン ワリオ ゴージャス - ミニゲームの一つとして登場。ニンテンドー3DS本体を傾けてチリトリーを操縦し、ゴミを全て吸い取るとクリア。